# اللغة البلغارية
اللغة البلغارية هي لغة هندوأوروبية، وعضو الفرع الجنوبي للغات السلافية.

## تاريخ
تعتبر اللغة البلغارية أول لغة سلافية موثقة ويمتد تطورها التاريخي على أربع مراحل أساسية: 
- فترة اللغة البلغارية غير المؤرخة أو فترة اللغة البلغارية غير المكتوبة : وتمتد حتى القرن التاسع الميلادي وبالتحديد العام 862 ميلادي حيث وضع الإخوان كيريل ومتودي "Saints Cyril and Methodius [الإنجليزية]" أقدم أبجدية سلافية معروفة، الغلاغوليتسا «أبجدية غلاغوليتسية»
- فترة اللغة البلغارية القديمة : وتعرف أيضاً باسم السلافية الكنسية القديمة وتمتد من القرن التاسع الميلادي (حيث تم اعتمادها كأول لغة سلافية) وحتى القرن الحادي عشر وبالتحديد العام 1018 الميلادي (المؤرخ لنهاية حقبة الإمبراطورية البلغارية الأولى). تعتبر البلغارية القديمة أول لغة سلافية مشتقة ومكتوبة حالها حال اللغات التاريخية القديمة الأخرى مثل اللاتينية واليونانية القديمة.
- فترة اللغة البلغارية الوسطى : وتمتد من مرحلة تأسيس الدولة البلغارية وحتى مرحلة السقوط تحت الاحتلال العثماني (القرن 12 حتى القرن 14 الميلادي). تعتبر لغة الإمبراطورية البلغارية الثانية القاعدة التي استخدمت في تأسيس الكتابة الروسية والصربية والمولدوفية لتتحول بذلك إلى ما يعرف باللغة السلافية المكتوبة والموحدة.
- فترة اللغة البلغارية الحديثة : وتمتد من بداية القرن السادس عشر حتى الآن. خضعت لتغيير عام في القواعد والنحو خلال القرنين الثامن عشر والتاسع عشر الميلاديين واللغة البلغارية المستخدمة والمعتمدة حالياً مبنية على اللهجات البلغارية الشائعة في القرن التاسع عشر في المناطق الشمالية الشرقية من بلغاريا.

## الأبجدية
في العام 866 الميلادي اعتمدت الغالوليتسا كأبجدية للغة البلغارية. وضع الجالوليتسا القديسان كيريل ومتودي ذوي الأصول البيزنطية في منتصف القرن التاسع الميلادي. تباعا، تم استبدال الأبجدية الغالوليتسية بالتدريج بالأبجدية الكيريلية (المنسوبة اسما للقديس كيريل) التي تم وضعها في بداية القرن العاشر. يعتبر كليمنت أوخريدسكي مؤسسا للأبجدية الكيريلية. إن معظم الأحرف المستخدمة في الأبجدية الكيريلية (أو السيريلية) تم استعارتها من الأبجدية اليونانية على أنه لتلك الصوتيات التي لم تجد لها في الأبجدية اليونانية رديفاً تم استنباط أشكال مبسطة لحروفها من الأبجدية الغلاغولوليتسية. تضم الأبجدية الكيريلية 30 حرفا.
في الجدول التالي الحروف الأبجدية البلغارية:
| А а ‎/a/‏ | Б б ‎/b/‏ | В в ‎/v/‏ | Г г ‎/g/‏  | Д д ‎/d/‏ | Е е ‎/ɛ/‏  | Ж ж ‎/ʒ/‏      | З з ‎/z/‏ | И и ‎/i/‏  | Й й ‎/j/‏  |
| К к ‎/k/‏ | Л л ‎/l/‏ | М м ‎/m/‏ | Н н ‎/n/‏  | О о ‎/ɔ/‏ | П п ‎/p/‏  | Р р ‎/r/‏      | С с ‎/s/‏ | Т т ‎/t/‏  | У у ‎/u/‏  |
| Ф ф ‎/f/‏ | Х х ‎/x/‏ | Ц ц ‎/ʦ/‏ | Ч ч ‎/tʃ/‏ | Ш ш ‎/ʃ/‏ | Щ щ ‎/ʃt/‏ | Ъ ъ ‎/ɤ̞/, /ə/‏ | Ь ь ‎/ʲ/‏ | Ю ю ‎/ju/‏ | Я я ‎/ja/‏ |

الأبجدية المستخدمة للغة البلغارية في المنطقة الباناتية (منطقة جغرافية مجزأة ما بين جمهوريات رومانيا وسلوفينيا) تعتمد على الأبجدية اللاتينية المبنية على نسختها الكرواتية (نسبة إلى جمهورية كرواتيا - أحد جمهوريات الاتحاد اليوغوسلافي سابقاً). في جمهورية مقدونيا (أحد جمهوريات الاتحاد اليوغوسلافي سابقاً) تستخدم الأبجدية الكيريلية الأقرب إلى الأبجدية الصربية.

## النحو والقواعد
يقسم المحتوى اللغوي في للغة البلغارية إلى عشرة أقسام لغوية يمكن إدراجها ضمن فئتين واسعتين تصنفهما على أساس التأثر (أو عدم التأثر) كنتيجة للقواعد اللغوية التي تحكم اللغة وموقع المفردة في الجملة. 
- الفئة الأولى «المتغيرة أو الخاضعة للصرف» تشمل: الأسماء، الصفات، الأعداد، الضمائر والأفعال.
- الفئة الثانية «الثابتة أو الممنوعة من الصرف» تشمل: «صيغ الحال أو الظرف»، «صيغ أو حروف الجر»، «صيغ أو حروف العطف»، «صيغ أو حروف الوصل»، «صيغ أو حروف التعجب والنداء».

من جهة أخرى، 
- تتشكل مجموعة الأسماء من الأقسام اللغوية: الأسماء، الصفات، الأعداد والضمائر
- كما تتشكل مجموعة الأفعال من الأقسام اللغوية: الأفعال وصيغ الحال أو الظرف

## المحتوى اللغوي ومعجم المفردات
في إطار تطورها التاريخي الناتج عن اتصالها مع مناطق بلاد البلقان المحيطة وغير الناطقة بالصلافية، تأثرت اللغة البلغارية بشكل أحدث بها تغيرات هامه قياساً على باقي اللغات الصلافية. تشمل هذه التغييرات كل من الشكل والنحو مما أدى إلى تخلص اللغة الكثير من قواعد الصرف "падежните форми" " case declension" (سمة أساسية واضحة في بعض اللغات الصلافية مثل الروسية وسمة أساسية في اللغة العربية)، ظهور واستخدام قواعد التعريف (ما يشبه "ل" التعريف في اللغة العربية), التوسع في استخدام الأفعال الصلافية البسيطة: "الماضي"، "الماضي المنتهي" و"الماضي غير المنتهي وظهور أفعال أخرى جديدة وغير ذلك من التطورات اللغوية.
على الرغم من صعوبة حصر تأثر اللغة البلغارية باللغة الروسية إلا أن اللغة البلغارية قد تأثرت وبشكل كبير باللغة الروسية وخصوصاً في عصر النهضة وتأسيس الدولة البلغارية الثالثة. إن كمّاً كبيراً من المفردات المتبناة من اللغة الروسية في ذلك الوقت هي من مصادر «البلغارية القديمة» أعيدت للاستخدام في بناء اللغة البلغارية المطبوعة على أنه وبالتوازي مع ذلك دخل في اللغة البلغارية كماً هائلاً من المفردات ذات الأصل الروسي الصرف وخصوصا تلك المتعلقة بشؤون المجتمعات والسياسة.
كل تلك المؤثرات وغيرها مما لم يرد ذكره أسهمت في بناء اللغة البلغارية الحديثة.

## الصوتيات
معظم الأحرف في اللغة البلغارية تمثل صوتا واحداً ومحدداً، على أن أربعة أحرف تمثل مركبا صوتياً وهي:«Ц - تسَ - Ts» و«щ - شتَ - sht» و«ю - يو - yu» و«я - يا - ya» كما هنالك صوتان غير ممثلان بأحرف وفي الاستخدام يتم تمثيل كل منهما بحرفان من الأبجدية وهما: «дж - دجَ - Dj» و«дз - دزَ - dz».الحرف Ь ь يستخدم لتخفيف أي حرف ساكن يسبقه.